# Ljubov Agapova
Ljubov Agapova (russisk: Любовь Агапова , født 1956) er en russisk skuespillerinde som arbejder i Tallinn, Estland.

## Filmografi
- 2002 – Lilja 4-ever